# 23 de febrer
El 23 de febrer és el cinquanta-quatrè dia de l'any del calendari gregorià. Queden 311 dies per a finalitzar l'any i 312 en els anys de traspàs.

## Esdeveniments
Països Catalans
- 1475 - València: S'edita el Comprehensorium, de Johannes Grammaticus, primer incunable amb data de la tipografia espanyola, imprès per Lambert Palmart seguint les tècniques de Gutenberg.[1]
- 1891 - Barcelona: Pau Casals i Defilló ofereix el seu primer concert públic a Barcelona a l'edat de 14 anys.
- 1923 - Catalunya: Albert Einstein visita Poblet, l'Espluga de Francolí, Terrassa, Barcelona, i pronuncia diverses conferències.[2]
- 1983 - Olesa de Montserrat (el Baix Llobregat): un incendi destrueix el Gran Teatre de la Passió.
- 1984 - Barcelona: apareix el primer número de la revista El Llamp.[3]
- 1984 - Hospitalet de Llobregat: A l'Hospital Universitari de Bellvitge, els doctors Margarit i Jaurrieta van dur a terme el primer trasplantament de fetge que es va realitzar amb èxit a Catalunya i a l'Estat Espanyol.
- 1987 - Barcelona: fundació de l'organització política Iniciativa per Catalunya.
- 1988 - Barcelona: s'inaugura al barri de Gràcia el teatre Teixidors-Teatreneu.
- 2004 - Gregori López Raimundo, Maria Salvo Iborra i Agustí de Semir són investits Doctors Honoris Causa per la Universitat Politècnica de Catalunya;

Resta del món
- 1765 - Regne Unit: El físic i químic Henry Cavendish va descobrir l'hidrogen mentre treballava en la recerca de la composició de l'aigua.
- 1935 - Estats Units: es comença a publicar la tira còmica Little Lulu, creada per Marjorie Henderson Buell, al Saturday Evening Post.
- 1940 - Estats Units: es produeix la primera aparició del personatge de ficció Lex Luthor, un dels pitjors enemics de Superman, creat per Jerry Siegel i Joe Shuster a Action Comics nº23.
- 1959: El Regne Unit garanteix a Xipre la seua independència, que és proclamada formalment el 16 d'agost de 1960.[4]
- 1981 - Espanya: s'hi esdevé l'intent de cop d'estat conegut com el 23-F: a Madrid un grup de guàrdies civils segresten els parlamentaris al Congrés dels Diputats i a València els carros de combat de l'exèrcit surten pels carrers de la ciutat.

## Naixements
Països Catalans
- 1884 - Sant Jaume dels Domenys, Baix Penedès, Alfons Maseras i Galtés, escriptor, narrador, periodista, traductor, poeta i dramaturg català.
- 1895 - Barcelona: Rosa Torras i Buxeda, tennista catalana, primera tennista olímpica espanyola (m. 1986).[5]
- 1896 - la Vall d'Uixó, Plana Baixa: Honori Garcia i Garcia, notari, historiador i publicista valencià (m. 1953).
- 1901: Bella Dorita, pseudònim de María Yáñez, vedet andalusa establerta a Barcelona, referent del Paral·lel barceloní (m. 2001).[6]
- 1913 - Barcelona: Salvador Artigas i Sahún, futbolista i entrenador. (m. 1997).
- 1926 - València: Fernando Vizcaíno Casas, advocat, escriptor i periodista valencià (m. 2003).
- 1931 - Barcelona: Irene Peypoch i Mani, museòloga catalana, crítica de teatre i escriptora (m. 1998).
- 1963 - Sabadell: Sara Berbel, psicòloga social i gestora municipal, especialista en polítiques d'igualtat, i empoderament de les dones.

Resta del món
- 1648: Arabella Churchill, amant del rei Jaume II d'Anglaterra i VII d'Escòcia i mare de quatre dels seus fills (m. 1730).
- 1685, Halle an der Saale, Turíngia, Alemanya: Georg Friedrich Händel, compositor alemany (m. 1759).[7]
- 1749, Kassel: Elisabeth Mara, soprano alemanya de gran habilitat tècnica (m. 1833).[8]
- 1787, Berlín, EUA: Emma Willard, educadora i escriptora nord-americana (m. 1870).[9]
- 1824, Loviisa, Finlàndia: Victoria Åberg, pintora paisatgista finlandesa.[10]
- 1831, Stettin: Felicita von Vestvali, cantant i actriu dramàtica alemanya (m. 1880).[11]
- 1879, Londres: Agnes Arber, botànica i historiadora de la ciència britànica (m. 1960).[12]
- 1889, París: Musidora, actriu, directora teatral, escriptora, productora i realitzadora cinematogràfica francesa del cine mut (m. 1957).[13]
- 1898, Knutsford, Cheshire, Anglaterraː Lucy Morton, nedadora anglesa, medallista olímpica als Jocs de Paris de 1924 (m. 1980).[14]
- 1924, Johannesburg, Sud-àfrica: Allan McLeod Cormack, físic nord-americà d'origen sud-africà, Premi Nobel de Medicina o Fisiologia de l'any 1979 (m.1998).
- 1927, Marsella: Régine Crespin, soprano francesa (m. 2007).[15]
- 1929, Tallinn, Estònia: Aleix II, setzè Patriarca de Moscou, primat de l'Església Ortodoxa Russa (m. 2008).
- 1931, Mzimba, Nyasalàndia: Desmond Dudwa Phiri, escriptor de Malawi (m. 2019).[16]
- 1940, Nova York, Estat de Nova York, EUA: Peter Fonda, actor estatunidenc.
- 1944, Beaumont (Texas): Johnny Winter, guitarrista americà de blues i de rock (m. 2014).
- 1962, Kabul, (Afganistan): Atic Rahimi, escriptor i realitzador afganès que escriu en persa i francès. Premi Goncourt de 2008.
- 1994 - Conyers. Geòrgia: Dakota Fanning, actriu estatunidenca de cinema i televisió.
- 2000 - Amersfoort, Països Baixos: Femke Bol, atleta neerlandesa.[17]

## Necrològiques
Països Catalans
- 1632 - Roma: Joan Baptista Vives, jurista, diplomàtic i mecenes, fundador del Pontifici Col·legi Urbanià de Propaganda Fide (n. 1545).[18]
- 1900 - Reus: Lluís Quer Cugat, escriptor i economista (n. 1850).
- 1919 - Barcelona: Joaquim Folguera i Poal, poeta i crític literari català (n. 1893).
- 1926 - Barcelona: Joan Llimona i Bruguera, pintor català (n. 1860).[19]
- 1935 - Mallorca: Llorenç Bisbal, cappare del socialisme mallorquí (n. 1876).
- 1938 - Gènova: Joan Costa i Deu, periodista i escriptor català (n. 1883).
- 1970 - Barcelona: Mercè Serós, cupletista catalana (n. 1900).[20]
- 1980 - el Masnou, Maresme: Maria Canaleta i Abellà, mestra catalana depurada durant el franquisme (n. 1896).[21]
- 2000 - Rosselló: Margarida de Descatllar, propietària rural, mecenes i activista cultural nord-catalana (n. 1906).[22]
- 2008 - Barcelona (Barcelonès): Josep Palau i Fabre, escriptor, poeta i crític d'art català (n. 1917).
- 2014 - Barcelona: Maria Rosa Alonso i Solanes, compositora de sardanes i directora de l'Esbart Català de Dansaires (n. 1931).[23]
- 2016 - 
  - Barcelona: Salvador Reguant i Serra, geòleg, paleontòleg i membre de la Secció de Ciències i Tecnologia de l'IEC (n. 1928).
  - Barcelona: Joaquim Veà i Baró, científic naturalista aventurer i primatòleg català (n. 1958).
- Madrid: Jacobo Muñoz Veiga, filòsof valencià (n. 1942).[24]
- 2023 - Eivissa: Joan Prats Bonet, arquitecte eivissenc (n. 1942).

Resta del món
- 1270, Abadia de Longchamp: Elisabet de França i Castella, beata fundadora del monestir de les clarisses de Longchamp.[25]
- 1464 - Pequín (Xina): Zhu Qizhen, emperador Zhengtong, sisè emperador de la dinastia Ming (n. 1427).[26]

- 1676 - Hasselt (Principat de Lieja), Joannes Mantelius, monjo agustí, historiador i compositor (n. 1599).
- 1821 - Roma (Itàlia): John Keats, poeta anglès (n. 1795).
- 1848 - Washington DC (EUA): John Quincy Adams, 6è President dels Estats Units (n. 1767)[27]
- 1855 - Göttingen, Regne de Hannover: Carl Friedrich Gauß, matemàtic i científic alemany (n. 1777).
- 1930, - Monrovia, Califòrnia: Mabel Normand, actriu estatunidenca de cinema mut, guionista, directora, productora (n.1895).[28]
- 1931 - Sydney: Nellie Melba, cantant d'òpera australiana (n. 1861).[29]
- 1932 - Buenos Aires: Julieta Lanteri, metgessa, política i feminista italoargentina (n. 1873).[30]
- 1934 - Worcester, Anglaterra: Edward Elgar, compositor anglès (n. 1857).
- 1955 - Hangzhou, Zhejiang (Xina): Shi Dongshan, pintor, actor, guionista i director de cinema xinès (n. 1902).
- 5 de març - Saràtov (Rússia): Antanas Merkys, polític lituà, president del país, després de ser deportat per la Unió
- 1973 - Litchfield County, Connecticut (EUA): Dickinson W. Richards, metge estatunidenc, Premi Nobel de Medicina o Fisiologia de l'any 1956 (n. 1895).
- 1976 - Glossop (Anglaterra): L.S. Lowry, pintor modernista anglès (n. 1887).[31]
- 1987 - Setúbal: Zeca Afonso, compositor de música i cantautor portuguès, autor de Grândola, Vila Morena (n. 1929).[32]
- 1991 - Pamplona: Fidela Bernat Aracués, última parlant nadiua del dialecte del basc anomenat roncalès (n. 1898).[33]
- 1999 - Eastbourne, Anglaterra: Ruth Gipps, compositora, oboista, pianista, directora d'orquestra i professora de música (n. 1921).[34]
- 2018 - Bernat Lesfargues, escriptor i traductor occità (n. 1924).

## Festes i commemoracions

### Santoral[35]

#### Església Catòlica[36]
- Sants al Martirologi romà (2011): Policarp d'Esmirna, bisbe (156); Primià d'Ancona, bisbe màrtir (304); Sirè de Sírmium, màrtir (307); Milburga de Much Wenlock (ca. 722); Willigis de Magúncia, bisbe (1011); Joan Theristis el Segador, monjo (1127).
  - Beats: Nicolas Tabouillot, prevere màrtir (1795); Rafaela de Ybarra, fundadora de la congregació de les Germanes dels Sants Àngels Custodis (1900); Giuseppina Vannini, fundadora de les Filles de Sant Camil (1911); Wincenty Stefan Frelichowski, prevere màrtir (1945).
- Sants: Cels de Trèveris, bisbe (151); Marta d'Astorga, verge i màrtir (252); 72 Màrtirs de Sírmium (ca. 303); Romana de Todi, eremita (335); Florenci de Sevilla, bisbe (485); Veterí de Gennes, deixeble de Sant Martí (s. V); Zebí de Syrein, eremita (s. V); Dositeu de Gaza, monjo (530); Fèlix de Brescia, bisbe (ca. 650); Boswell de Melross, prior (ca. 664); Earcongotha de Kent, princesa i monja (s. VII); Egfrid de Mèrcia, prevere (s. VII); Policarp d'Arle, bisbe (s. VII); Mildgytha de Minster, monja (ca. 676); Medrald de Vendôme, abat (ca. 850); Llàtzer el Pintor, monjo (867); Ordoni d'Astorga, bisbe (1066); Miló de Benevent, bisbe (1076).
- Beats: Jurmin de Northúmbria, príncep (s. VII); Odó de Cappenberg, comte i prior (1171); Nicolau de Prússia, prior a San Niccolo del Boschetto (1456); Ludwig Mzyk, monjo i màrtir (1942).
- Venerables: Paula Delpuig i Gelabert, religiosa vedruna.

#### Església Copta
- 16 Meixir: Elisabet, mare de Joan el Baptista; la Mare de Déu.

#### Església Apostòlica Armènia
- 4 Mehec: Tadeu apòstol; Maria, Marta i Licarió, màrtirs.

#### Església Ortodoxa (segons el calendari julià)
- Se celebren els corresponents al 7 de març del calendari gregorià.

#### Església Ortodoxa (segons el calendari gregorià)
Corresponen als sants del 10 de febrer del calendari julià.
- Sants: Caralampi de Magnèsia, bisbe màrtir (203) i Porfiri i Baptos, màrtirs; Ennatha, Valentina i Paula, màrtirs de Palestina (308); Escolàstica de Núrsia, religiosa (s. V); Pròcor de Kíev, monjo (1107); Carp; Anna de Nóvgorod, esposa de Iaroslau I de Kíev (s. XI); Longí de Koriazhemsk, monjo (1540); Piotr, Valerianij, màrtirs (1930); Anatol d'Odessa, màrtir (1938); Marc i Joan; Galina; Zenó; Abats i bisbes de Nóvgorod: Joaquim (1030), Lluc (1060), Germà (1096), Arcadi (1162), Gregori (1193); Martiri (1199), Antoni (1231), Basili (1352), Moisès (1362), Simeó (1421); Gennadii (1505), Pimen (1571) i Afoni (1653).

##### Església Ortodoxa Grega
- Sants: Anastasi II de Jerusalem, bisbe (706); Caralampi i tres màrtirs.

##### Església Ortodoxa de Geòrgia
- Sants: Joan de Tximtximi, filòsof (segle xiii).

#### Esglésies luteranes
- Policarp d'Esmirna, bisbe (156).

#### Anglicanisme
- Policarp d'Esmirna, bisbe (156).